# Chaetophora monnei
Chaetophora monnei là một loài bọ cánh cứng trong họ Byrrhidae. Loài này được Reichardt miêu tả khoa học năm 1975.